# Armando Manzanero Canché
Armando Manzanero Canché (castellà: Armando Manzanero)  (Ticul, 7 de desembre de 1934 - Ciutat de Mèxic, 28 de desembre de 2020) fou un músic, actor i compositor mexicà. Va escriure més de 400 cançons, de las quals més de 50 han tingut repercussió arreu del món. Va participar en gran quantitat de programes de ràdio i televisió; ha gravat més de 30 discs i musicalitzant moltes pel·lícules.
Entre les seves cançons més populars hi ha Esta tarde vi llover, Somos novios, Contigo aprendí, Adoro, Por debajo de la mesa, Voy a apagar la luz o Felicidad.

## Biografia
Nascut a Mérida (Mèxic) el 7 de desembre del 1934 (tot i que el seu pare el va inscriure al registre el 1935), als 8 anys va iniciar els seus estudis de música a l'escola de Belles Arts de la seva ciutat de naixement, així completant la seva formació musical a la Ciutat de Mèxic. El 1950 va compondre la seva primera melodia anomenada "Nunca en el mundo" i a l'any següent va iniciar la seva activiat professional com a pianista i sis anys més tard començà a treballar com a director de la casa filial mexicana de la companyia discogràfica CBS Internacional. Poc després es converteix en el pianista acompanyant d'artistes com Pedro Vargas, Lucho Gatica i Raphael.
El 1962 va obtenir el cinquè lloc en el Festival de la Cançó a Mèxic. El 1965 guanya el primer lloc del Festival de la Cançó, en aquest cas a Miami amb el tema Cuando estoy contigo. El 1967, animat per un executiu de la filial mexicana del segell RCA Victor, va gravar el seu primer disc amb cançons pròpies on destaca el romanticisme que més endavant el caracteritzarà.
El 1970 Sid Wayne, lletrista i compositor molt vinculat a Elvis Presley, va adaptar a l'anglès la seva cançó Somos novios amb el títol It's Impossible. El primer en gravar-la, i amb gran èxit, va ser Perry Como, a continuació la va popularitzar Elvis Presley i ha format part del repertori de desenes de reconeguts intèrprets. El mateix Manzanero va deixar clar que no hi havia hagut litigi pels drets d'autor sinó que havien establert un acord econòmic particularment favorable per a Wayne.
El 1978 el seu tema Señor amor, interpretat per la mexicana Dulce, va obtenir el primer premi al certamen internacional de cançons "Musical Mallorca". El 1982, la cançó Corazón amigo s'emportà els honors al Festival Yamaha. El 1993 la revista Billboard li va atorgar el Premi a l'Excel·lència per la seva trajectòria artística.
Les seves cançons van estar interpretades per personatges de caràcter internacional com Frank Sinatra, Tony Bennett, Elvis Presley, Franck Pourcel, Paul Mauriat, Ray Conniff, Manoella Torres, Marco Antonio Muñiz, Edith Márquez, Raphael, Moncho, José José, El Tri, Andrea Bocelli, Andrés Calamaro, Christina Aguilera, Pasión Vega i Luis Miguel.
El 2014, va ser el primer mexicà a guanyar un Premi Grammy honorífic per la seva carrera artística. Va morir a l'edat de 86 anys, el 28 de desembre de 2020, després d'ingressar el 17 de desembre en un hospital de Ciutat de Mèxic per covid-19.

## Discografia
- 1959: Mi Primera Grabación[1]
- 1967: A mi amor... Con mi amor
- 1967: Manzanero el Grande
- 1968: Somos Novios[1]
- 1968: Armando Manzanero, su piano y su música
- 1969: Para mi siempre amor
- N/A: Que bonito viven los enamorados
- 1976: Lo mejor de Armando Manzanero
- 1977: Fanático de ti
- 1977: Corazón Salvaje
- 1979: Ternura y Romance
- 1981: Mi trato contigo
- 1982: Otra vez romántico
- 1985: Armando Manzanero
- 1987: Cariñosamente, Manzanero
- 1988: Mientras existas tú
- 1992: Las canciones que quise escribir
- 1993: Entre amigos
- 1995: El piano... Manzanero y sus amigos
- 1996: Nada Personal
- 1998: Manzanero y La Libertad
- 2001: Duetos
- 2002: Duetos 2
- 2002: Lo Mejor de lo Mejor
- 2005: Lo Esencial